# 24小時太陽報
《24小時太陽報》（義大利語：Il Sole 24 Ore）是義大利於1965年創辦的財經報紙。

## 外部連結
- 官方网站